# Station Kœnigsmacker
Station Kœnigsmacker is een spoorwegstation in de Franse gemeente Kœnigsmacker.

## Treindienst
| Serie           | Treinsoort | Route                                                     | Bijzonderheden              |
| --------------- | ---------- | --------------------------------------------------------- | --------------------------- |
| TER 86400 RE 16 | TER (SNCF) | Metz-Ville – Thionville – Kœnigsmacker – Perl – Trier Hbf | rijdt alleen in het weekend |